# Teferi Wodajo

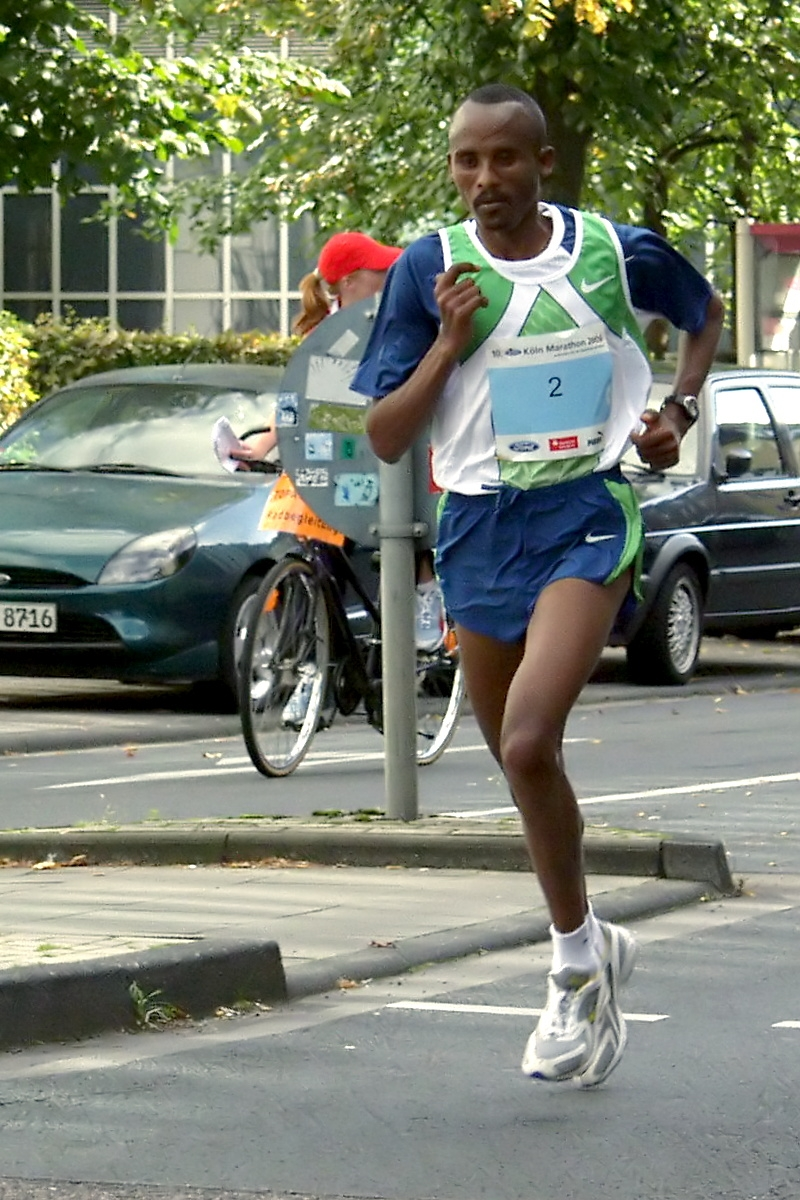
Teferi Wodajo beim Köln-Marathon 2006

Teferi Wodajo (auch Tereje Wodajo; * 27. Januar 1982) ist ein äthiopischer Marathonläufer.

## Sportliche Karriere
Im Jahr 2002 wurde er Vierter beim JoongAng Seoul Marathon und 2003 Zweiter beim Beppu-Ōita-Marathon.
Mit seiner persönlichen Bestzeit von 2:08:11, aufgestellt als Vierter beim Seoul International Marathon, qualifizierte er sich für den Marathon der Olympischen Spiele in Athen, bei dem er den 46. Platz belegte.
Im Jahr 2006 gewann er den Köln-Marathon in 2:11:24, und 2007 wurde er Fünfter beim Boston-Marathon. 2008 beim Venedig-Marathon und 2009 beim Zürich-Marathon wurde er jeweils Vierter.